# Zoltán Szarka (Fußballspieler, 1942)
Zoltán Szarka (* 12. August 1942 in Csorna; † 18. April 2016) war ein ungarischer Fußballspieler und -trainer. Der Torhüter gewann mit der ungarischen Nationalmannschaft bei den Olympischen Spielen 1968 die Goldmedaille.

## Sportlicher Werdegang
Szarka lief zwischen 1961 und 1980 in 244 Spielen für Haladás Szombathely auf. Dabei blieb er dem Klub, der mehrfach aus der Nemzeti Bajnokság abstieg, treu. 1962, 1966 und 1973 feierte er jeweils mit der Mannschaft den Aufstieg in die Erstklassigkeit, größter Erfolg war zudem das Erreichen des Pokalfinales 1975. Zwar verlor die Mannschaft seinerzeit gegen Újpest Budapest, der Serienmeister gewann jedoch das Double und Haladás VSE zog in den Europapokal der Pokalsieger 1975/76 ein. Nach einem Erstrundenerfolg gegen den maltesischen Vertreter FC Valletta schied Szarka mit der Mannschaft gegen den SK Sturm Graz in der zweiten Runde aus.
Szarka empfahl sich für die ungarische Nationalmannschaft, mit der er 1968 an den Olympischen Spielen als Ersatztorwart teilnahm. Im Halbfinalspiel gegen Japan wurde er kurz nach dem Treffer zum 5:0-Endstand in der 77. Spielminute für Károly Fatér eingewechselt, der im gegen Bulgarien mit 4:1 gewonnenen Endspiel wieder zwischen den Pfosten stand.
Nach seinem Karriereende arbeitete Szarka als Torwarttrainer. Im April 2016 verstarb er nach schwerer Krankheit.